# Honesta mors turpi vita potior
 Honesta mors turpi vita potior  лат. (изговор: хонеста морс турпи вита потиор). Боља је часна смрт, него сраман живот. (Тацит)

## Поријекло изреке
Изрекао Тацит римски говорник , правник  и сенатор,  и један од највећих античких историчара.  (Први  вијек нове ере)  .

## Тумачење
Живјети осрамоћен  је много теже него часно погинути.